# Hemerocallis citrina
Hemerocallis citrina (можлива назва українською — лілійник лимонний) — вид рослин роду лілійник (Hemerocallis).

## Будова
Рослина має яскраво-зелене листя довжиною до 40 см. Квіти трубопобідні жовті дуже запашні на високих квітоніжках 90—120 см. Квітнуть влітку.

## Практичне використання

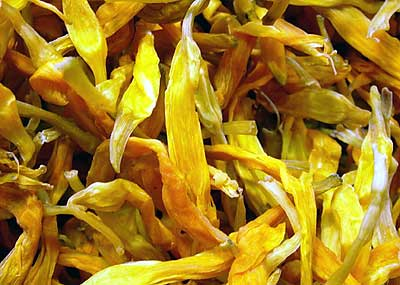
Сушені квіти

Вирощують в Азії як декоративну рослину. 
Квіти Hemerocallis citrina вживають в їжу у вигляді супу в китайській кухні. Продаються свіжі та сушені на китайських базарах під назвою «золота хвоя» (кит.: 金针) або «овочі жовті квіти» (кит.: 黃花菜).